# Aeropuerto de Francistown
El Aeropuerto de Francistown (en inglés: Francistown Airport) (IATA: FRW, ICAO: FBFT) es un aeropuerto público en Francistown, Botsuana. Tiene dos pistas de aterrizaje, una asfaltada y que no lo esta,  y la mayoría de los vuelos en lugar son de la aerolínea Air Botswana.
El nuevo edificio de la terminal se inauguró en 2011 y la antigua terminal ahora es utilizada por la Fuerza de Defensa de Botsuana .
El aeropuerto empezó con los planes de reconstrucción y ampliación en 2008 para ser completados a tiempo para la Copa Mundial de la FIFA 2010 , ya que se estimó que Francistown podría recibir una afluencia de turistas extranjeros debido a la Copa del Mundo en la vecina Sudáfrica.
Se espera que el costo estimado para las tres fases de expansión supere los P500 millones, y todo se terminó, al mismo tiempo, alrededor de mayo de 2010.

## Aerolíneas y destinos
| Aerolíneas   | Destinos                 |
| ------------ | ------------------------ |
| Air Botswana | Gaborone, Johannesburgo. |

### Destinos nacionales
| Botsuana |                                            |              |
| Gaborone | Aeropuerto Internacional Sir Seretse Khama | Air Botswana |

### Destinos internacionales
| Ciudades por países | Nombre del aeropuerto                     | Aerolíneas   |        |        |        |
| África              | África                                    | África       | África | África | África |
| ------------------- | ----------------------------------------- | ------------ | ------ | ------ | ------ |
| Sudáfrica           |                                           |              |        |        |        |
| Johannesburgo       | Aeropuerto Internacional de Johannesburgo | Air Botswana |        |        |        |